# 觀音借庫

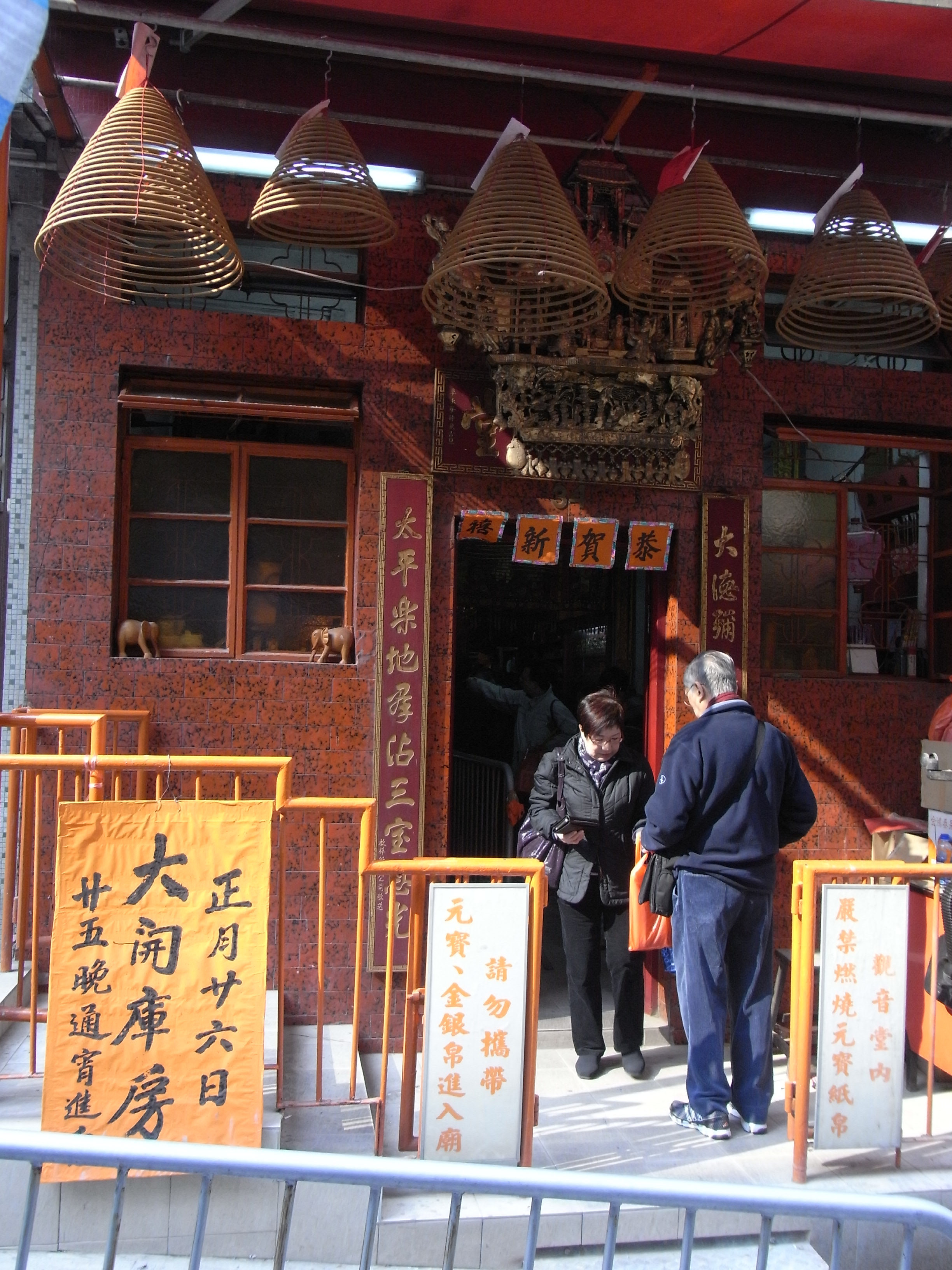
觀音開庫

觀音借庫，是華人民間信仰，又名觀音開庫。起源有說，觀音大士修道期間，500護法羅漢化身和尚，下凡為考驗觀音之修行，到觀音廟化緣討飯，觀音於是日農曆正月廿六大開倉庫，給和尚們享用齋菜，其餘食物留給到訪參拜的善信。此民間傳說成為約定俗成，化為善信按是日到觀音廟酬神、借庫之宗教活動，同時會舉行生菜會。

## 生菜会
廣州芳村大坑口每年均舉辦生菜會，赴會者除在田野上席地而坐吃生菜，還唱八音，演神功戲。在現場還有設水池內置螺蜆等，任由女性摸取。民間認為若女性摸到螺者可生子，摸到蜆者則生女。1980年代習俗復興後，有地方把會期改為與元宵節一併舉行。
生菜会流行于中国广东省广州、南海、顺德一带，是一项有300多年历史的传统习俗活动。

### 由来
起源于明末清初，式微于1949年中共建政後初期。生菜会吃生菜，起初是为了“迎生气”。《广州府志》记载，“迎春日……啖生菜、春饼，以迎生气。”许多人会后还购买“盈盈满筐”的嫩绿生菜回家，以取其生机（见1884年创刊《点石斋画报》）。后来，生菜会与观音信仰联系在一起，中山大学教授叶春生说：“在珠江三角洲务实重商的社会气氛中发展，生菜会带有明显的功利色彩”。开生菜会的目的变成求财和求子。
生菜会的日期定在白衣观音诞，即农历正月二十六，地点在观音庙附近，活动除观戏、听曲之外，就是朝拜观音、摸螺求子，食生菜包更是一项必不可少的活动。生菜包的材料几乎都含有寓意，如生菜寓生财，粉丝象征长寿，酸菜表示子孙，蚬肉表示显贵发达，韭菜表示长长久久，吃生菜包希冀人财两旺，长久发达。清末民初时，生菜会盛极一时。谚云：“正月生菜会，五月龙母诞。”生菜会成了广州、南海一带民间的一个盛大的节日。
1986年，南海县官窑、盐步两镇官方对传统生菜会作了彻底的“改革”，把会期改为元宵节，内容上摒弃了“迷信陋习”，以醒狮比赛为主要竞技项目，以生菜会共叙乡情，联谊四方，开展贸易洽谈和物资交流。据其声称，改革后的首届生菜会，参加者有10万人。
清朝時期，在西關大觀河志喜橋附近，每逢觀音誕、觀音開庫、生菜會，這一帶便搭起了大大小小的棚屋，賣各種小吃、鮮花香燭及擺番攤賭博、算命解簽，連綿數里，熱鬧非凡。

### 坑口生菜会
坑口生菜会是广州市荔湾区芳村坑口村村民到观音庙上香之后开展的一种民间习俗。每年农历正月廿六所有观音庙都向民间打开银库借贷，市民纷纷前来上香向观音借钱，祈求新的一年工人的开工，农民的开耕，商人的开业，保佑当年风调雨顺，丰衣足食，过上好日子。

#### 摸蚬摸螺
传说几百年前坑口山顶有一泉眼，泉水流经观音庙旁的石槽，槽中长有很多蚬、螺。据称人们到坑口观音庙除了上香借钱外，重要的是有计划生育的妇人必到“石槽”摸上一把，当一手抓到的是螺，预示来年生男，抓到的是蚬，则生女。如摸到螺而真的贵子降临，必須到坑口生菜会上香烧爆竹以谢恩赐。每年来这里摸蚬摸螺的妇人成千上万，只要有碰巧遇到降贵子的，爆竹之声就连绵不绝。這項傳說远近闻名，香港，东南亚一带的华侨都慕名而来。

#### 对台戏
坑口生菜会从农历24到29一连6日（旧称前三日后三日），會设置戏台和比武台，提供演唱粤曲，舞狮的和比武的表演場地。据说早期开设的对台戏，參與的團體都着力演出自己的拿手好戏。后来改为连台戏，即一排二三个戏台同时演出。此外，还有数十头醒狮汇演，锣鼓、鞭炮齐呜；卖武的、杂耍的、江湖术士等也同时各显身手表演。

#### 生菜包
为供人们观赏之余家人朋友共聚用餐，附近的商家便推出用生菜叶包着特制的饭菜（通常有蚬肉碱菜等馅料）俗称生菜包，供人们边观赏边享用，而生菜会之名也由此而来。